# Microdontomerus rictus
Microdontomerus rictus är en stekelart som beskrevs av Grissell 2005. Microdontomerus rictus ingår i släktet Microdontomerus och familjen gallglanssteklar. Inga underarter finns listade i Catalogue of Life.